# Teixobactine
La teixobactine est un antibiotique actif contre des bactéries à Gram positif devenues résistantes aux antibiotiques disponibles homologués. Elle a été découverte en 2014 chez la bactérie Eleftheria terrae non cultivée et mise en croissance dans le sol selon des techniques développées par des chercheurs de l'université du Nord-Est à Boston qui reposent sur la mise au point d'une puce permettant d'obtenir des cultures bactériennes en milieu naturel, l'isolation chip.
Cette découverte a été publiée en 2015 à la suite de travaux réalisés conjointement par quatre instituts aux États-Unis et en Allemagne en collaboration avec deux groupes pharmaceutiques. Selon ces équipes, cette molécule, à laquelle ils n'ont trouvé aucun mutant de Staphylococcus aureus ni de Mycobacterium tuberculosis susceptible de résister, ouvrirait la voie au développement d'antibiotiques qui permettraient d'éviter l'apparition d'une pharmacorésistance chez les organismes ciblés.
De façon semblable à la plectasine, la teixobactine est un métabolite secondaire qui se lie à des motifs structurels hautement conservés (peu sensibles aux mutations des bactéries) de précurseurs lipidiques du peptidoglycane, mais également de précurseurs lipidiques de l'acide teichoïque, de sorte qu'elle bloque la formation de la paroi bactérienne. Ce mode d'action est vraisemblablement à l'origine de la conservation de l'activité antibiotique de la molécule malgré les variations génétiques des bactéries, mutations qui n'altèrent quasiment pas les molécules cibles de la teixobactine. C'est ce qui fait son intérêt pour lutter contre les souches résistantes des bactéries à Gram positif. Ce mode d'action explique également l'inefficacité de cette molécule contre les bactéries à Gram négatif.